# Vickers F.B.11
Vickers F.B.11 là một mẫu thử máy bay tiêm kích hộ tống của Anh trong Chiến tranh thế giới I.

## Tính năng kỹ chiến thuật
Dữ liệu lấy từ War Planes of the First World War:Volume Three Fighters 
Đặc điểm tổng quát
- Kíp lái: 3
- Chiều dài: 43 ft 0 in (13,11 m)
- Sải cánh: 51 ft 0 in (15,55 m)
- Chiều cao: 13 ft 8 in (4,17 m)
- Diện tích cánh: 845 sq ft (78,5 m²)
- Trọng lượng rỗng: 3.340 lb (1.518 kg)
- Trọng lượng có tải: 4.934 lb (2.243 kg)
- Động cơ: 1 × Rolls-Royce Eagle III kiểu V-12, làm mát bằng nước, 250 hp (187 kW)

 Hiệu suất bay 
- Vận tốc cực đại: 96 mph (83 knot, 155 km/h) trên độ cao 5.000 ft (1.520 m)
- Trần bay: 11.000 ft (3.350 m)
- Thời gian bay: 7½ h
- Lên độ cao 5.000 ft (1.520 m): 16,5 phút
- Lên độ cao 10.000 ft (3.050 m) 55 phút

Trang bị vũ khí

- Súng: 2× Súng máy Lewis .303 in (7,7 mm)